# Naultinus
Naultinus – rodzaj jaszczurek z rodziny Diplodactylidae.

## Zasięg występowania
Rodzaj obejmuje gatunki występujące endemicznie na Nowej Zelandii (Cieśnina Cooka, Wyspa Północna i Wyspa Południowa).

## Charakterystyka
Jaszczurki z tego rodzaju prowadzą dzienny tryb życia. W ich ubarwieniu dominuje kolor zielony. Wszystkie gatunki z tego rodzaju są żyworodne.

## Systematyka
Rodzaj zdefiniował w 1842 roku angielski zoolog John Edward Gray w rozdziale poświęconym nowym taksonom jaszczurek z Nowej Zelandii w publikacji pod redakcją Graya dotyczącej różnorodności zoologicznej. Gatunkiem typowym jest (późniejsze oznaczenie) zelandekon wytworny (N. elegans).

### Etymologia
- Naultinus: etymologia nieznana, Gray nie podał wyjaśnienia nazwy rodzajowej[1].
- Heteropholis: gr. ἑτερος heteros ‘różny, inny’[8]; φολις pholis, φολιδος pholidos ‘rogowa łuska’[9]. Gatunek typowy (oznaczenie monotypowe): Heteropholis rudis Fischer, 1881.
- Naultinulus: rodzaj Naultinus Gray, 1842; łac. przyrostek zdrabniający -ulus[10]. Gatunek typowy (oryginalne oznaczenie): Naultinus elegans J.E. Gray, 1842.

### Podział systematyczny
Do rodzaju należą następujące gatunki: 
- Naultinus elegans Gray, 1842 – zelandekon wytworny[11]
- Naultinus flavirictus Hitchmough, Nielsen, Lysaght & Bauer, 2021
- Naultinus gemmeus McCann, 1955
- Naultinus grayii Bell, 1843
- Naultinus manukanus (McCann, 1955)
- Naultinus punctatus Gray, 1843
- Naultinus rudis (Fischer, 1881)
- Naultinus stellatus Hutton, 1872
- Naultinus tuberculatus (McCann, 1955)